# Clastopus
Clastopus é um género botânico pertencente à família Brassicaceae.